# Пам'ятки культурної спадщини Тернопільської громади
У статті наведений перелік об'єктів культурної спадщини Тернопільської громади Тернопільського району Тернопільської области України.

## Пам'ятки археології
| №  | Назва                                      | Дата | Адреса | Охоронний номер | Документ про взяття на облік |
| -- | ------------------------------------------ | --- | --- | --------------- | --- |
| 1  | Стоянка Пронятин І                         | середній палеоліт (150—30 тис. р. до н. е.) | м. Тернопіль, мікрорайон Пронятин, урочище Гора Круча, на правому березі р. Серет | 1280-Тр         | Наказ Міністерства культури України від 15.09.2010 № 706/0/16-10                                                                                |
| 2  | Стоянка Пронятин ІІ                        | 40—30 тис. р. до н. е | м. Тернопіль, мікрорайон Пронятин, урочище Біля траси, на правому березі р. Серет, по лівому борту (ближче до Пронятина) урізу траси Тернопіль — Львів, 1,5 км від північно-східних околиць села                               | 1281-Тр         | Наказ Міністерства культури України від 15.09.2010 № 706/0/16-10                                                                                |
| 3  | Поселення Пронятин ІІІ                     | ХІІ—ІХ ст. до н. е, ІІ—V ст., ХІІ—ХІІІ ст. | м. Тернопіль, мікрорайон Пронятин, урочище Біля траси, на правому березі р. Серет, гора Лиса | 1282-Тр         | Наказ Міністерства культури України від 15.09.2010 № 706/0/16-10                                                                                |
| 4  | Поселення Пронятин IV                      | ХІІ—ІХ ст. до н. е, VII—VI ст. до н. е. | м. Тернопіль, мікрорайон Пронятин, урочище Поле біля гарнізону, 800 м на північний схід від села на високому крутому правому березі Серету, на вершині височини, 100 м на південь від будинку залізничників                    | 1283-Тр         | Наказ Міністерства культури України від 15.09.2010 № 706/0/16-10                                                                                |
| 5  | Поселення Пронятин V                       | VII—VI ст. до н. е., ІІ—V ст., | м. Тернопіль, між селом Великий Глибочок і мікрорайоном Пронятин, на південному березі ставу | 1284-Тр         | Наказ Міністерства культури України від 15.09.2010 № 706/0/16-10                                                                                |
| 6  | Поселення Пронятин VI                      | ранній залізний вік (І тис. до н. е.); липицька культура (І— ІІІ ст.); давньоруський час (ХІІ—ХІІІ ст.)                                                                         | м. Тернопіль, північно-східна частина мікрорайону Пронятин, ІІ надзаплавна тераса р. Серет, вул. Зарічна | 1690            | Наказ управління культури обласної державної адміністрації від 27.01.2010 № 16                                                                  |
| 7  | Поселення Пронятин VII                     | епоха бронзи — ранньозалізний вік (ІІ—І тис. до н. е.) | м. Тернопіль, мікрорайон Пронятин, приблизно 1 км на захід від мікрорайону, на високому лівому березі струмка із західної сторони кар'єру                                                                                      | 2050            | Наказ управління культури обласної державної адміністрації від 09.09.2016 № 121-од                                                              |
| 8  | Стоянка Тернопіль І                        | середній палеоліт (150—30 тис. р. до н. е.) | м. Тернопіль, на захід від с. Біла, лівий берег р. Серет, урочище Пляж Біла | 1284-Тр         | Наказ Міністерства культури України від 15.09.2010 № 706/0/16-10                                                                                |
| 9  | Стоянка Тернопіль ІІ                       | середній палеоліт (150—40 тис. р. до н. е.) | м. Тернопіль, урочище «Загребелля», правий берег р. Серет | 2982            | Наказ управління культури обласної державної адміністрації від 18.10.2005 № 112                                                                 |
| 10 | Поселення Тернопіль ІІІ                    | епоха бронзи — ранній залізний вік (І тис. до н. е.); давньоруський час (ХІІ—ХІІІ ст.)                                                                                          | м. Тернопіль, північно-західні околиці міста, правий берег Тернопільського ставу, вул. Підгірна | 1685            | Наказ управління культури обласної державної адміністрації від 27.01.2010 № 16                                                                  |
| 11 | Стоянка Вертелка І                         | пізній палеоліт (40—10 тис. років тому) | с. Вертелка, урочище Поле, в південно-східних околицях села, лівий берег Серету | 2381            | Наказ управління культури обласної державної адміністрації від 18.10.2005 № 112                                                                 |
| 12 | Стоянка Вертелка ІІ                        | пізній палеоліт (40—10 тис. років тому) | с. Вертелка, урочище Громуші, в південно-західній частині села, лівий берег Серету | 2379            | Наказ управління культури обласної державної адміністрації від 18.10.2005 № 112                                                                 |
| 13 | Поселення Вертелка ІІІ                     | бронзовий вік (кінець ІІІ—II тис. до н. е.) | с. Вертелка, урочище Церковне, в північній частині села, вздовж північного берега ставу | 2380            | Наказ управління культури обласної державної адміністрації від 18.10.2005 № 112                                                                 |
| 14 | Стоянка Глядки І                           | пізній палеоліт (40—10 тис. років тому) | с. Глядки, правий берег р. Серет, біля дамби | 2391            | Розпорядження Представника Президента України у Тернопільській області від 25.06.1992 № 148                                                     |
| 15 | Стоянка Глядки ІІ                          | мезоліт (кінець ІХ—VI тис. до н. е.) | с. Глядки, урочище Дачі біля яру, правий берег Серету, на південний схід від села | 2392            | Наказ управління культури обласної державної адміністрації від 18.10.2005 № 112                                                                 |
| 16 | Поселення Глядки ІІІ                       | давньоруський час (ХІІ—ХІІІ ст.) | с. Глядки, урочище Береги | 2393            | Розпорядження Представника Президента України у Тернопільській області від 25.06.1992 № 148                                                     |
| 17 | Стоянка Глядки IV; поселення Глядки V і VI | середній і пізній палеоліт (40—10 тис. років тому), ранній залізний вік (І тис. до н. е.), черняхівська культура (кін. ІІ — поч. V ст. н. е.), давньоруський час (ХІІ—ХІІІ ст.) | с. Глядки, урочище Буди | 2388            | Рішення виконкому Тернопільської обласної ради від 14.07.1989 № 162                                                                             |
| 18 | Поселення Глядки VIII                      | давньоруський час (ХІІ—ХІІІ ст.) | с. Глядки, урочище Ремені | 2390            | Розпорядження Представника Президента України у Тернопільській області від 25.06.1992 № 148                                                     |
| 19 | Стоянка Глядки ІХ                          | середній палеоліт (150—40 тис. років тому) | с. Глядки, урочище Великоглибочецьке | 2394            | Розпорядження Представника Президента України у Тернопільській області від 25.06.1992 № 148                                                     |
| 20 | Поселення майстерня Глядки Х               | пізня бронза — ранній залізний вік (І тис. до н. е.) | с. Глядки, урочище Поле Великоглибочецьке, правий берег Іванівського озера, на південний захід від села | 2395            | Наказ управління культури обласної державної адміністрації від 18.10.2005 № 112                                                                 |
| 21 | Поселення Глядки ХІ                        | епоха бронзи — ранньозалізний час (І тис. до н. е.) | с. Глядки, центральна частина села, 70 м на південний-захід від церкви, правий берег р. Серет | 1637            | Наказ управління культури обласної державної адміністрації від 27.01.2010 № 16                                                                  |
| 22 | Поселення та городище Городище І           | ранній залізний вік (І тис. до н. е.); давньоруський час (ХІІ—ХІІІ ст.) | с. Городище, урочище Бозок, городище лежить на надзаплавних терасах та привершинній частині пагорба, між правим берегом Серету та правим берегом Лопушанки. Поселення розташоване ближче до Серету на мисоподібному підвищенні | 2399            | Рішення виконкому Тернопільської обласної ради від 14.07.1989 № 162                                                                             |
| 23 | Могильник ґрунтовий Городище ІІ            | давньоруський час (ХІІ—ХІІІ ст.) | с. Городище, урочище Бозок, південно-східні околиці села, на мисі між правим берегом Серету і правим берегом р. Лопушанки | 2400            | Наказ управління культури обласної державної адміністрації від 18.10.2005 № 112                                                                 |
| 24 | Стоянка Городище ІІІ                       | пізній палеоліт (40—10 тис. років тому) | с. Городище, урочище Глиняни | 2398            | Рішення виконкому Тернопільської обласної ради від 14.07.1989 № 162                                                                             |
| 25 | Стоянка Іванківці І                        | пізній палеоліт (40—10 тис. років тому) | с. Іванківці, урочище Буркун, високий мис правого борту балки Ставки, лівий берег Серету | 2411            | Розпорядження Представника Президента України у Тернопільській області від 25.06.1992 № 148                                                     |
| 26 | Поселення Іванківці ІІ                     | трипільська культура (IV — кінець ІІІ тис. до н. е.) | с. Іванківці, урочище Хутір Калинівка, на схід від села | 2412            | Наказ управління культури обласної державної адміністрації від 18.10.2005 № 112                                                                 |
| 27 | Поселення Іванківці ІІІ                    | бронза — ранній залізний вік (І тис. до н. е.) | с. Іванківці, урочище Хутір Калинівка, на південний схід від села, в центральній частині вододілу лівого берега р. Серет і правого берега струмка Ігри                                                                         | 2413            | Наказ управління культури обласної державної адміністрації від 18.10.2005 № 112                                                                 |
| 28 | Стоянка Іванківці IV                       | середній палеоліт (150—40 тис. років тому) | с. Іванківці, урочище Гаців Гай, мисоподібний виступ у верхів'ї балки Ставки, на схилі, неподалік від лісу Гаців гай, лівий берег Серету, 1,5 км на південний схід від села                                                    | 2410            | Розпорядження Представника Президента України у Тернопільській області від 25.06.1992 № 148                                                     |
| 29 | Поселення Іванківці VI                     | давньоруський час, (ХІІ—ХІІІ ст.) | с. Іванківці, північно-західна частина села, лівий берег р. Серет. 120 м на південний-схід від церкви | 4489-Тр         | Наказ департаменту культури, релігій та національностей обласної державної адміністрації № 76-од від 15.05.2014, Наказ МКУ від 18.04.2017 № 323 |
| 30 | Стоянка Курівці І                          | пізній палеоліт (40—10 тис. років тому), мезоліт (кінець ІХ—VI тис. до н. е.)                                                                                                   | с. Курівці, урочище Поле, навпроти хутора Лалаки правий берег р. Нестерівка, 1,5 км від південних околиць села, вздовж залізничної колії                                                                                       | 1210            | Рішення виконкому Тернопільської обласної ради від 14.07.1989 № 162                                                                             |
| 31 | Поселення Курівці ІІ                       | ранній залізний вік (І тис. до н. е.) | с. Курівці, північні околиці села, 0,3 км від села | 2418            | Наказ управління культури обласної державної адміністрації від 18.10.2005 № 112                                                                 |
| 32 | Поселення Курівці ІІІ                      | черняхівська культура (кін. ІІ — поч. V ст. н. е.) | с. Курівці, західні околиці села, лівий берег р. Нестерівка | 1819            | Наказ управління культури обласної державної адміністрації від 09.02.2012 № 14                                                                  |
| 33 | Стоянка та поселення Малашівці І           | середній і пізній палеоліт (40—10 тис. років тому); ранній залізний вік (І тис. до н. е.), черняхівська культура (кін. ІІ — поч. V ст. н. е.)                                   | с. Малашівці, урочище Ставки, вершина та схил правого борту балки Ставки з природнім джерелом води та ставом біля лівого берега Серету, 1 км від північно-західних околиць села                                                | 321             | Рішення виконкому Тернопільської обласної ради від 22.03.1971 № 147                                                                             |
| 34 | Стоянка Малашівці ІІ                       | середній палеоліт (150—40 тис. років тому) пізній палеоліт (40—10 тис. років тому)                                                                                              | с. Малашівці, урочище Могилки, вершина підовальної платоподібної височини лівого берега Серету та правого берега р. Ігри, південно-східні околиці села, колишній кар'єр, тепер сміттєзвалище м. Тернопіль                      | 2423            | Наказ управління культури обласної державної адміністрації від 18.10.2005 № 112                                                                 |
| 35 | Стоянка та поселення Малашівці ІІІ         | пізній палеоліт (40—10 тис. років тому) (30—10 тис. р. до н. е.); райковецька культура (кін. VII—ІХ ст.)                                                                        | с. Малашівці, урочище Загорода, невисокий крутий берег Івачивського ставу по лівому березі Серету, 1 км від північно-західних околиць села                                                                                     | 1209            | Рішення виконкому Тернопільської обласної ради від 14.07.1989 № 162                                                                             |
| 36 | Стоянка та поселення Малашівці IV          | пізній палеоліт (40—10 тис. років тому); давньоруський час (ХІІ—ХІІІ ст.) | с. Малашівці, урочище Замчисько, високий мисоподібний виступ у глибині балки Ставки, на віддалі 1—1,5 км від північно-західних околиць села, лівий берег Серету                                                                | 2422            | Розпорядження Представника Президента України у Тернопільській області від 25.06.1992 № 148                                                     |
| 37 | Стоянка Малашівці V                        | середній (150—40 тис. років тому) і пізній палеоліт (40—10 тис. років тому) | с. Малашівці, урочище Жолоби, далеко в полі, 1,5 км від русла Серету (лівий берег), на схилі глибокої балки. Колись тут були численні джерела води                                                                             | 2419            | Розпорядження Представника Президента України у Тернопільській області від 25.06.1992 № 148                                                     |
| 38 | Стоянка Малашівці VI                       | пізній палеоліт (40—10 тис. років тому) | с. Малашівці, урочище Горби, північно-західні околиці села, лівий берег Серету, на вершинах і схилах мисоподібних уступів річкової долини                                                                                      | 2420            | Розпорядження Представника Президента України у Тернопільській області від 25.06.1992 № 148                                                     |
| 39 | Поселення Малашівці VII                    | вельбарська культура (ІІ—IV ст. н. е.) | с. Малашівці, урочище Ставки | 2421            | Розпорядження Представника Президента України у Тернопільській області від 25.06.1992 № 148                                                     |
| 40 | Поселення Плесківці І                      | ранній залізний вік (І тис. до н. е.); давньоруський час (ХІІ—ХІІІ ст.) | с. Плесківці, центральна частина села, лівий берег безіменного струмка | 1636            | Наказ управління культури обласної державної адміністрації від 27.01.2010 № 16                                                                  |
| 41 | Поселення Плесківці ІІ                     | давньоруський час (ХІІ—ХІІІ ст.); | с. Плесківці, південно-східна частина села, на правому березі струмка на підвищеному пагорбі, над джерелом | 2064            | Наказ управління культури обласної державної адміністрації від 09.09.2016 № 121-од                                                              |
| 42 | Стоянка Чернихів І                         | пізній палеоліт (40—10 тис. років тому) | с. Чернихів, на південний схід від села | 2458            | Наказ управління культури обласної державної адміністрації від 18.10.2005 № 112                                                                 |
| 43 | Стоянка та поселення Чернихів ІІ           | пізній палеоліт (40—10 тис. років тому) (стоянка), ранній залізний вік (І тис. до н. е.), давньоруський час (ХІІ—ХІІІ ст.)                                                      | с. Чернихів, урочище Сервилиця, на північ від села, правий берег р. Серет | 2459            | Наказ управління культури обласної державної адміністрації від 18.10.2005 № 112                                                                 |
| 44 | Поселення Чернихів ІІІ                     | давньоруський час (ХІІ—ХІІІ ст.) | с. Чернихів, 0,2 км на північний схід від села | 2460            | Наказ управління культури обласної державної адміністрації від 18.10.2005 № 112                                                                 |
| 45 | Поселення Чернихів V                       | ранньозалізний вік (ІІ—І тис. до н. е.); давньоруський час, (ХІІ—ХІІІ ст.) | с. Чернихів, центральна частина села на правому березі р. Серет, між церквою та річкою | 1968            | Наказ департаменту культури, релігій та національностей обласної державної адміністрації від 15.05.2014 № 76-од                                 |

## Пам'ятки архітектури
| №    | Назва                                                                       | Дата                              | Адреса                                                   | Охоронний номер | Документ про взяття на облік                                                                                               |
| ---- | --------------------------------------------------------------------------- | --------------------------------- | -------------------------------------------------------- | --------------- | --- |
| 1.   | Житловий будинок (мур.)                                                     | початок ХХ ст.                    | м. Тернопіль, бульвар Т. Шевченка, 2                     | 286             | рішення Тернопільського облвиконкому від 29.01.1988 р. № 32                                                                |
| 2.   | Споруда товариства народних шкіл (мур.)                                     | 1906—1911 рр. 1913 р.             | м. Тернопіль, бульвар Т. Шевченка, 1                     | 7/1             | рішення Тернопільського облвиконкому від 09.08.1982 р. № 401                                                               |
| 3.   | Універмаг (мур.)                                                            | 1957—1959 рр.                     | м. Тернопіль, бульвар Т. Шевченка, 12                    | 2030            | рішення Тернопільського облвиконкому від 18.11.1994 року № 83                                                              |
| 4.   | Житловий будинок (мур.)                                                     | ХІХ — початок ХХ ст.              | м. Тернопіль, бульвар Т. Шевченка, 14                    | 2148/1          | розпорядження голови ОДА від 28.09.1995 р. № 35                                                                            |
| 5.   | Житловий будинок (мур.)                                                     | ХІХ — початок ХХ ст.              | м. Тернопіль, бульвар Т. Шевченка, 15                    | 10              | рішення Тернопільського облвиконкому від 18.11.1994 року № 83                                                              |
| 6.   | Житловий будинок (мур.)                                                     | початок ХХ ст.                    | м. Тернопіль, бульвар Т. Шевченка, 19                    | 10              | рішення Тернопільського облвиконкому від 09.08.1982 р. № 401                                                               |
| 7.   | Пошта (мур.)                                                                | 40-ві роки ХІХ ст.                | м. Тернопіль, бульвар Т. Шевченка, 21                    | 288             | рішення Тернопільського облвиконкому від 29.01.1988 р. № 32                                                                |
| 8.   | Готель «Подільський» (мур.)                                                 | початок ХХ ст.                    | м. Тернопіль, бульвар Т. Шевченка, 23                    | 8               | рішення Тернопільського облвиконкому від 05.12.1986 року № 343                                                             |
| 9.   | Житловий будинок (мур.)                                                     | початок ХХ ст.                    | м. Тернопіль, бульвар Т. Шевченка, 25                    | 288             | рішення Тернопільського облвиконкому від 29.01.1988 р. № 32                                                                |
| 10.  | Кінотеатр «Перемога» (мур.)                                                 | 1950 р.                           | м. Тернопіль, бульвар Т. Шевченка, 27                    | 2032            | рішення Тернопільського облвиконкому від 18.11.1994 року № 83                                                              |
| 11.  | Будинок «Українбанку»                                                       | 1904—1906 рр.                     | м. Тернопіль, бульвар Т. Шевченка, 3                     | 7               | Рішення Тернопільського облвиконкому від 05 грудня 1986 року № 343                                                         |
| 12.  | Будинок страхової компанії «Польський заклад взаємного забезпечення» (мур.) | 1930 р.                           | м. Тернопіль, бульвар Т. Шевченка, 31                    | 291             | рішення Тернопільського облвиконкому від 29.01.1988 р. № 32                                                                |
| 13.  | Житлово-торговельний будинок «Кооператор» (мур.)                            | ХІХ—ХХ ст.                        | м. Тернопіль, бульвар Т. Шевченка, 33                    | 2033            | рішення Тернопільського облвиконкому від 18.11.1994 року № 83                                                              |
| 14.  | Житловий будинок (мур.)                                                     | початок ХХ ст.                    | м. Тернопіль, бульвар Т. Шевченка, 35                    | 289             | рішення Тернопільського облвиконкому від 29.01.1988 року № 32                                                              |
| 15.  | Житловий будинок (мур.)                                                     | початок ХХ ст.                    | м. Тернопіль, бульвар Т. Шевченка, 37                    | 290             | рішення Тернопільського облвиконкому від 29.01.1988 р. № 32                                                                |
| 16.  | Житловий будинок (мур.)                                                     | початок ХХ ст.                    | м. Тернопіль, бульвар Т. Шевченка, 4                     | 287             | рішення Тернопільського облвиконкому від 29.01.1988 р. № 32                                                                |
| 17.  | Житловий будинок (мур.)                                                     | ХІХ ст.                           | м. Тернопіль, бульвар Т. Шевченка, 5                     | 9               | рішення Тернопільського облвиконкому від 09.08.1982 р. № 401                                                               |
| 18.  | Обласний музично-драматичний театр (мур.)                                   | 1953—1957 рр.                     | м. Тернопіль, бульвар Т. Шевченка, 6                     | 6               | Рішення Тернопільського облвиконкому від 05 грудня 1986 року № 343                                                         |
| 19.  | Житловий будинок (мур.)                                                     | початок ХХ ст.                    | м. Тернопіль, бульвар Т. Шевченка, 7                     | 2028            | рішення Тернопільського облвиконкому від 18.11.1994 року № 83                                                              |
| 20.  | Будинок «Просвіти» (мур.)                                                   | кінець ХІХ ст.                    | м. Тернопіль, бульвар Т. Шевченка, 9                     | 2029            | рішення Тернопільського облвиконкому від 18.11.1994 року № 83                                                              |
| 21.  | Житловий будинок (мур.)                                                     | початок ХХ ст.                    | м. Тернопіль, вул. Академіка Гнатюка, 10                 | 333             | рішення Тернопільського облвиконкому від 29.01.1988 р. № 32                                                                |
| 22.  | Житловий будинок (мур.)                                                     | початок ХХ ст.                    | м. Тернопіль, вул. Академіка Гнатюка, 11                 | 332/2           | рішення Тернопільського облвиконкому від 29.01.1988 р. № 32                                                                |
| 23.  | Житловий будинок (мур.)                                                     | початок ХХ ст.                    | м. Тернопіль, вул. Академіка Гнатюка, 12                 | 334             | рішення Тернопільського облвиконкому від 29.01.1988 р. № 32                                                                |
| 24.  | Житловий будинок (мур.)                                                     | початок ХХ ст.                    | м. Тернопіль, вул. Академіка Гнатюка, 14                 | 335             | рішення Тернопільського облвиконкому від 29.01.1988 р. № 32                                                                |
| 25.  | Житловий будинок (мур.)                                                     | початок ХХ ст.                    | м. Тернопіль, вул. Академіка Гнатюка, 16                 | 336             | рішення Тернопільського облвиконкому від 29.01.1988 р. № 32                                                                |
| 26.  | Житловий будинок (мур.)                                                     | початок ХХ ст.                    | м. Тернопіль, вул. Академіка Гнатюка, 9                  | 332/1           | рішення Тернопільського облвиконкому від 29.01.1988 р. № 32                                                                |
| 27.  | Комплекс житлових будинків                                                  | початок ХХ ст.                    | м. Тернопіль, вул. Академіка Гнатюка, 9, 11              | 332/0           | рішення Тернопільського облвиконкому від 29.01.1988 р. № 32                                                                |
| 28.  | Житловий будинок (мур.)                                                     | початок ХХ ст.                    | м. Тернопіль, вул. Б. Хмельницького, 14                  | 300             | рішення Тернопільського облвиконкому від 29.01.1988 р. № 32                                                                |
| 29.  | Житловий будинок (мур.)                                                     | початок ХХ ст.                    | м. Тернопіль, вул. Б. Хмельницького, 31                  | 2026            | рішення Тернопільського облвиконкому від 18.11.1994 року № 83                                                              |
| 30.  | Житловий будинок (мур.)                                                     | ХІХ—ХХ ст.                        | м. Тернопіль, вул. Б. Хмельницького, 33                  | 2027            | рішення Тернопільського облвиконкому від 18.11.1994 року № 83                                                              |
| 31.  | Житловий будинок (мур.)                                                     | ХІХ—ХХ ст.                        | м. Тернопіль, вул. Б. Хмельницького, 17                  | 1991            | рішення Тернопільського облвиконкому від 06.10.1994 р. № 44                                                                |
| 32.  | Житловий будинок (мур.)                                                     | ХІХ ст.                           | м. Тернопіль, вул. Багата, 3                             | 1976            | рішення Тернопільського облвиконкому від 06.10.1994 р. № 44                                                                |
| 33.  | Будівля бару «Каскад» (мур.)                                                | 1950—1954 рр.                     | м. Тернопіль, вул. Білецька ,1                           | 1998            | рішення Тернопільського облвиконкому від 06.10.1994 р. № 44                                                                |
| 34.  | Будинок житловий (мур.) (пам'ятка архітектура, історії)                     | 1938 р.                           | м. Тернопіль, вул. Броварна, 35                          | 4345-Тр         | наказ Міністерства культури України № 912/0/16-11 від 21.10.2011 р.                                                        |
| 35.  | Житловий будинок (мур.)                                                     | 1912 р.                           | м. Тернопіль, вул. Валова, 3                             | 304             | рішення Тернопільського облвиконкому від 29.01.1988 р. № 32                                                                |
| 36.  | Житловий будинок (мур.)                                                     | 1907 р.                           | м. Тернопіль, вул. Валова, 4                             | 303             | рішення Тернопільського облвиконкому від 29.01.1988 р. № 32                                                                |
| 37.  | Житловий будинок (мур.)                                                     | 1911 р.                           | м. Тернопіль, вул. Валова, 5                             | 306             | рішення Тернопільського облвиконкому від 29.01.1988 р. № 32                                                                |
| 38.  | Житловий будинок (мур.)                                                     | 1912 р.                           | м. Тернопіль, вул. Валова, 6                             | 305/1           | рішення Тернопільського облвиконкому від 29.01.1988 р. № 32                                                                |
| 39.  | Житловий будинок (мур.)                                                     | 1910 р.                           | м. Тернопіль, вул. Валова, 7                             | 305/2           | рішення Тернопільського облвиконкому від 29.01.1988 р. № 32                                                                |
| 40.  | Житловий будинок (мур.)                                                     | 1910 р.                           | м. Тернопіль, вул. Валова, 8                             | 307             | рішення Тернопільського облвиконкому від 29.01.1988 р. № 32                                                                |
| 41.  | Житловий будинок (мур.)                                                     | 1916 р.                           | м. Тернопіль, вул. Валова, 9                             | 308             | рішення Тернопільського облвиконкому від 29.01.1988 р. № 32                                                                |
| 42.  | Житловий будинок (мур.)                                                     | 1928 р.                           | м. Тернопіль, вул. Валова, 1 (Музейна, 3)                | 302             | рішення Тернопільського облвиконкому від 29.01.1988 р. № 32                                                                |
| 43.  | Житловий будинок (мур.)                                                     | 1937 р.                           | м. Тернопіль, вул. Валова, 10                            | 309             | рішення Тернопільського облвиконкому від 29.01.1988 р. № 32                                                                |
| 44.  | Житловий будинок (мур.)                                                     | 1920 р.                           | м. Тернопіль, вул. Валова, 12                            | 310             | рішення Тернопільського облвиконкому від 29.01.1988 р. № 32                                                                |
| 45.  | Житловий будинок (мур.)                                                     | 1920 р.                           | м. Тернопіль, вул. Валова, 14                            | 311             | рішення Тернопільського облвиконкому від 29.01.1988 р. № 32                                                                |
| 46.  | Житловий будинок (мур.)                                                     | 1907 р.                           | м. Тернопіль, вул. Валова, 16                            | 312             | рішення Тернопільського облвиконкому від 29.01.1988 р. № 32                                                                |
| 47.  | Житловий будинок (мур.)                                                     | 1913 р.                           | м. Тернопіль, вул. Валова, 18                            | 313             | рішення Тернопільського облвиконкому від 29.01.1988 р. № 32                                                                |
| 48.  | Житловий будинок (мур.)                                                     | початок ХХ ст.                    | м. Тернопіль, вул. Гетьмана Сагайдачного, 1              | 314             | рішення Тернопільського облвиконкому від 29.01.1988 р. № 32                                                                |
| 49.  | Житловий будинок(мур.)                                                      | початок ХХ ст.                    | м. Тернопіль, вул. Гетьмана Сагайдачного, 13             | 323             | рішення Тернопільського облвиконкому від 29.01.1988 р. № 32                                                                |
| 50.  | Костел монастиря Домініканів (мур.)                                         | 1749—1779 рр.                     | м. Тернопіль, вул. Гетьмана Сагайдачного, 14             | 637/1           | Постанова Ради Міністрів УРСР від 24 серпня 1963 р. № 970                                                                  |
| 51.  | Келії монастиря Домініканів (мур.)                                          | 1749—1779 рр.                     | м. Тернопіль, вул. Гетьмана Сагайдачного, 14             | 637/2           | Постанова Ради Міністрів УРСР від 24 серпня 1963 р. № 970                                                                  |
| 52.  | Житловий будинок (мур.)                                                     | початок ХХ ст.                    | м. Тернопіль, вул. Гетьмана Сагайдачного, 2              | 315             | рішення Тернопільського облвиконкому від 29.01.1988 р. № 32                                                                |
| 53.  | Житловий будинок (мур.)                                                     | початок ХХ ст.                    | м. Тернопіль, вул. Гетьмана Сагайдачного, 3              | 319             | рішення Тернопільського облвиконкому від 29.01.1988 р. № 32                                                                |
| 54.  | Житловий будинок (мур.)                                                     | початок ХХ ст.                    | м. Тернопіль, вул. Гетьмана Сагайдачного, 4              | 316             | рішення Тернопільського облвиконкому від 29.01.1988 р. № 32                                                                |
| 55.  | Житловий будинок (мур.)                                                     | 1905 р.                           | м. Тернопіль, вул. Гетьмана Сагайдачного, 5              | 320/1           | рішення Тернопільського облвиконкому від 29.01.1988 р. № 32                                                                |
| 56.  | Житловий будинок (мур.)                                                     | початок ХХ ст.                    | м. Тернопіль, вул. Гетьмана Сагайдачного, 6              | 318             | рішення Тернопільського облвиконкому від 29.01.1988 р. № 32                                                                |
| 57.  | Житловий будинок (мур.)                                                     | 1905 р.                           | м. Тернопіль, вул. Гетьмана Сагайдачного, 7 (15)         | 320/2           | рішення Тернопільського облвиконкому від 29.01.1988 р. № 32                                                                |
| 58.  | Житловий будинок (мур.)                                                     | 1912 р.                           | м. Тернопіль, вул. Гетьмана Сагайдачного, 9              | 321             | рішення Тернопільського облвиконкому від 29.01.1988 р. № 32                                                                |
| 59.  | Житловий будинок (мур.)                                                     | ХІХ ст.                           | м. Тернопіль, вул. Гоголя, 6                             | 1980            | рішення Тернопільського облвиконкому від 06.10.1994 р. № 44                                                                |
| 60.  | Баня (мур.)                                                                 | ХІХ ст.                           | м. Тернопіль, вул. Гоголя, 8                             | 1981            | рішення Тернопільського облвиконкому від 06.10.1994 р. № 44                                                                |
| 61.  | Житловий будинок (мур.)                                                     | кінець ХІХ ст.                    | м. Тернопіль, вул. Головацького, 10                      | 340             | рішення Тернопільського облвиконкому від 29.01.1988 р. № 32                                                                |
| 62.  | Житловий будинок (мур.)                                                     | кінець ХІХ ст.                    | м. Тернопіль, вул. Головацького, 11                      | 341             | рішення Тернопільського облвиконкому від 29.01.1988 р. № 32                                                                |
| 63.  | Житловий будинок (мур.)                                                     | кінець ХІХ ст.                    | м. Тернопіль, вул. Головацького, 7                       | 339             | рішення Тернопільського облвиконкому від 29.01.1988 р. № 32                                                                |
| 64.  | Житловий будинок (мур.)                                                     | початок ХХ ст.                    | м. Тернопіль, вул. Горбачевського, 1                     | 328             | рішення Тернопільського облвиконкому від 29.01.1988 р. № 32                                                                |
| 65.  | Житловий будинок (мур.)                                                     | початок ХХ ст.                    | м. Тернопіль, вул. Горбачевського, 3                     | 329             | рішення Тернопільського облвиконкому від 29.01.1988 р. № 32                                                                |
| 66.  | Житлово-торговельний будинок (мур.)                                         | 1950 р.                           | м. Тернопіль, вул. Грушевського, 1                       | 1999            | рішення Тернопільського облвиконкому від 18.11.1994 року № 83                                                              |
| 67.  | Гімназія Ю. Словацького (мур.)                                              | 1908—1911 рр.                     | м. Тернопіль, вул. Грушевського, 2                       | 16              | Рішення Тернопільського облвиконкому від 05 грудня 1986 р. № 343                                                           |
| 68.  | Школа № 3 (мур.)                                                            | 1954 р.                           | м. Тернопіль, вул. Грушевського, 3                       | 342             | рішення Тернопільського облвиконкому від 29.01.1988 р. № 32                                                                |
| 69.  | Житловий будинок (мур.)                                                     | ХІХ ст.                           | м. Тернопіль, вул. Грушевського, 4                       | 2000            | рішенн Тернопільського облвиконкому від 18.11.1994 року № 83                                                               |
| 70.  | Житловий будинок (мур.)                                                     | 1958—1960 рр.                     | м. Тернопіль, вул. Грушевського, 5                       | 2147            | розпорядження голови ОДА від 28.09.1995 р. № 35                                                                            |
| 71.  | Австро-угорський банк (мур.)                                                | ХІХ ст.                           | м. Тернопіль, вул. Грушевського, 6                       | 15              | рішення Тернопільського облвиконкому від 09.08.1982 р. № 401                                                               |
| 72.  | Житловий будинок (мур.)                                                     | ХІХ ст.                           | м. Тернопіль, вул. Довга, 6                              | 2001            | рішення Тернопільського облвиконкому від 18.11.1994 року № 83                                                              |
| 73.  | Житловий будинок (мур.)                                                     | ХІХ ст.                           | м. Тернопіль, вул. Доли, 4                               | 1977            | рішення Тернопільського облвиконкому від 06.10.1994 р. № 44                                                                |
| 74.  | Житловий будинок (мур.)                                                     | кінець ХІХ ст.                    | м. Тернопіль, вул. Доли, 7                               | 1979            | рішення Тернопільського облвиконкому від 06.10.1994 р. № 44                                                                |
| 75.  | Житловий будинок (мур.)                                                     | ХІХ ст.                           | м. Тернопіль, вул. Доли, 8-а                             | 1978            | рішення Тернопільського облвиконкому від 06.10.1994 р. № 44                                                                |
| 76.  | Житловий будинок (мур.)                                                     | кінець ХІХ ст.                    | м. Тернопіль, вул. За Рудкою, 5 (Крупської, 5)           | 324             | рішення Тернопільського облвиконкому від 29.01.1988 р. № 32                                                                |
| 77.  | Житловий будинок (мур.)                                                     | ХІХ ст.                           | м. Тернопіль, вул. Замкова, 10-А (Суворова, 8)           | 331             | рішення Тернопільського облвиконкому від 29.01.1988 р. № 32                                                                |
| 78.  | Павільйон-альтанка (мур.)                                                   | 1948—1950 рр.                     | м. Тернопіль, вул. Замкова, 12                           | 2002            | рішення Тернопільського облвиконкому від 18.11.1994 року № 83                                                              |
| 79.  | Старий Замок (мур.)                                                         | 1540 р.                           | м. Тернопіль, вул. Замкова, 12                           | 634             | Постанова Ради Міністрів УРСР від 24 серпня 1963 р. № 970                                                                  |
| 80.  | Житловий будинок (мур.)                                                     | 1937 р.                           | м. Тернопіль, вул. І. Франка, 11                         | 257             | рішення Тернопільського облвиконкому від 29.01.1988 р. № 32                                                                |
| 81.  | Житловий будинок (мур.)                                                     | 1880 р.                           | м. Тернопіль, вул. І. Франка, 12                         | 258             | рішення Тернопільського облвиконкому від 29.01.1988 р. № 32                                                                |
| 82.  | Житловий будинок (мур.)                                                     | ХІХ ст.                           | м. Тернопіль, вул. І. Франка, 2                          | 42749           | рішення Тернопільського облвиконкому від 09.08.1982 р. № 401                                                               |
| 83.  | Комплекс житлових будинків (мур.)                                           | ХІХ ст.                           | м. Тернопіль, вул. І. Франка, 2, 4, 6                    | 14/0            | рішення Тернопільського облвиконкому від 09.08.1982 р. № 401                                                               |
| 84.  | Житловий будинок (мур.)                                                     | 1938 р.                           | м. Тернопіль, вул. І. Франка, 20                         | 259             | рішення Тернопільського облвиконкому від 09.08.1982 р. № 401                                                               |
| 85.  | Житловий будинок (мур.)                                                     | 1894 р.                           | м. Тернопіль, вул. І. Франка, 21                         | 260             | рішення Тернопільського облвиконкому від 29.01.1988 р. № 32                                                                |
| 86.  | Житловий будинок (мур.)                                                     | 1898 р.                           | м. Тернопіль, вул. І. Франка, 3                          | 256             | рішення Тернопільського облвиконкому від 29.01.1988 р. № 32                                                                |
| 87.  | Житловий будинок (мур.)                                                     | 1893 р.                           | м. Тернопіль, вул. І. Франка, 4                          | 14/2            | рішення Тернопільського облвиконкому від 09.08.1982 р. № 401, рішення Тернопільського облвиконкому від 05.12.1986 р. № 343 |
| 88.  | Житловий будинок (мур.)                                                     | ХІХ ст.                           | м. Тернопіль, вул. І. Франка, 6                          | 14/3            | рішення Тернопільського облвиконкому від 05.12.1986 р. № 343, рішення Тернопільського облвиконкому від 09.08.1982 р. № 401 |
| 89.  | Адвокатська канцелярія Северина Даниловича                                  | ХІХ ст.                           | м. Тернопіль, вул. Й. Сліпого, 1 (Космодем'янської, 1)   | 2               | рішення Тернопільського облвиконкому від 09.08.1982 р. № 401                                                               |
| 90.  | Адмінбудинок (мур.)                                                         | 1894 р.                           | м. Тернопіль, вул. Й. Сліпого, 3 (Космодем'янської, 3)   | 285             | рішення Тернопільського облвиконкому від 29.01.1988 р. № 32                                                                |
| 91.  | Адмінбудинок (мур.)                                                         | ХІХ ст.                           | м. Тернопіль, вул. Й. Сліпого, 7 (10)                    | 1995            | рішення Тернопільського облвиконкому від 06.10.1994 р. № 44                                                                |
| 92.  | Житловий будинок (мур.)                                                     | ХІХ-ХХ ст.                        | м. Тернопіль, вул. Камінна, 3                            | 2004            | рішення Тернопільського облвиконкому від 18.11.1994 року № 83                                                              |
| 93.  | Школа ім. Королеви Ядвіги (мур.)                                            | 1857 р.                           | м. Тернопіль, вул. Камінна, 2                            | 2003            | рішення Тернопільського облвиконкому від 18.11.1994 року № 83                                                              |
| 94.  | Житловий будинок (мур.)                                                     | початок ХХ ст.                    | м. Тернопіль, вул. Камінна, 4                            | 1974            | рішення Тернопільського облвиконкому від 06.10.1994 р.№ 44                                                                 |
| 95.  | Житловий будинок (мур.)                                                     | 1894-1896 рр.                     | м. Тернопіль вул. Камінна, 6                             | 2144            | розпорядження голови ОДА від 28.09.1995 р. № 35                                                                            |
| 96.  | Житловий будинок (мур.)                                                     | ХІХ ст.                           | м. Тернопіль вул. Качали, 3                              | 2005            | рішення Тернопільського облвиконкому від 18.11.1994 року № 83                                                              |
| 97.  | Бурса ім. С. Качали (мур.)                                                  | 1873 р.                           | м. Тернопіль вул. Качали, 5                              | 2007            | рішення Тернопільського облвиконкому від 18.11.1994 р. № 83                                                                |
| 98.  | Житловий будинок (мур.)                                                     | ХІХ-ХХ ст.                        | м. Тернопіль вул. Качали, 4                              | 2006            | рішення Тернопільського облвиконкому від 18.11.1994 р. № 83                                                                |
| 99.  | Житлово-торговельний будинок (мур.)                                         | 1958-1960 рр.                     | м. Тернопіль вул. Кн. Острозького, 1                     | 2014            | рішення Тернопільського облвиконкому від 18.11.1994 р. № 83                                                                |
| 100. | Житловий будинок (мур.)                                                     | 1912 р.                           | м. Тернопіль вул. Кн. Острозького, 10                    | 2018            | рішення Тернопільського облвиконкому від 18.11.1994 року № 83                                                              |
| 101. | Будинок міщанського братства (мур.)                                         | 1905 р.                           | м. Тернопіль вул. Кн. Острозького, 11                    | 12              | рішення Тернопільського облвиконкому від 05.12.1986 р. № 343                                                               |
| 102. | Житловий будинок (мур.)                                                     | ХІХ ст.                           | м. Тернопіль вул. Кн. Острозького, 15                    | 1996            | рішення Тернопільського облвиконкому від 06.10.1994 р. № 44                                                                |
| 103. | Житловий будинок (мур.)                                                     | кінець ХІХ ст.                    | м. Тернопіль вул. Кн. Острозького, 17                    | 1997            | рішення Тернопільського облвиконкому від 06.10.1994 р. № 44                                                                |
| 104. | Житловий будинок (мур.)                                                     | кінець ХІХ ст.                    | м. Тернопіль вул. Кн. Острозького, 19                    | 1997/2          | рішення Тернопільського облвиконкому від 29.01.1988 р. № 32                                                                |
| 105. | Житловий будинок (мур.)                                                     | 1894-1896 рр.                     | м. Тернопіль вул. Кн. Острозького, 2                     | 2145            | розпорядження голови ОДА від 28.09.1995 р. № 35                                                                            |
| 106. | Будинок обласного суду (колишня українська захоронка) (мур.)                | початок ХХ ст.                    | м. Тернопіль вул. Кн. Острозького, 20                    | 1988            | рішення Тернопільського облвиконкому від 06.10.1994 р. № 44                                                                |
| 107. | Житловий будинок (мур.)                                                     | 1925 р.                           | м. Тернопіль вул. Кн. Острозького, 21                    | 292             | рішення Тернопільського облвиконкому від 29.01.1988 р. № 32                                                                |
| 108. | Житловий будинок (мур.)                                                     | 1899 р.                           | м. Тернопіль вул. Кн. Острозького, 25 (Островського, 21) | 294             | рішення Тернопільського облвиконкому від 29.01.1988 р. № 32                                                                |
| 109. | Житловий будинок (мур.)                                                     | початок ХХ ст.                    | м. Тернопіль вул. Кн. Острозького, 3                     | 2015            | рішення Тернопільського облвиконкому від 18.11.1994 року № 83                                                              |
| 110. | Дитсадок (мур.)                                                             | початок ХХ ст.                    | м. Тернопіль вул. Кн. Острозького, 31                    | 1987            | рішення Тернопільського облвиконкому від 06.10.1994 р. № 44                                                                |
| 111. | Фундація князя Острозького (мур.)                                           | 1886 р., 1931 р.                  | м. Тернопіль вул. Кн. Острозького, 37 (Островського, 31) | 295             | рішення Тернопільського облвиконкому від 29.01.1988 р. № 32                                                                |
| 112. | Житловий будинок (мур.)                                                     | початок ХХ ст.                    | м. Тернопіль вул. Кн. Острозького, 48                    | 297             | рішення Тернопільського облвиконкому від 29.01.1988 р. № 32                                                                |
| 113. | Житловий будинок (мур.)                                                     | початок ХХ ст.                    | м. Тернопіль вул. Кн. Острозького, 5                     | 2016            | рішення Тернопільського облвиконкому від 18.11.1994 року № 83                                                              |
| 114. | Житловий будинок (мур.)                                                     | ХХ ст.                            | м. Тернопіль вул. Кн. Острозького, 54                    | 1990            | рішення Тернопільського облвиконкому від 06.10.1994 р. № 44                                                                |
| 115. | Житловий будинок (Плебанія) (мур.)                                          | ХІХ-ХХ ст.                        | м. Тернопільвул. Кн. Острозького, 66                     | 2019            | рішення Тернопільського облвиконкому від 18.11.1994 р. № 83                                                                |
| 116. | Єврейський шпиталь (мур.)                                                   | середина ХІХ ст.                  | м. Тернопіль вул. Кн. Острозького, 9 (7)                 | 2017            | рішення Тернопільського облвиконкому від 18.11.1994 р. № 83                                                                |
| 116. | Житловий будинок (мур.)                                                     | 1921 р.                           | м. Тернопіль вул. Кн. Острозького, 26 (42)               | 296             | рішення Тернопільського облвиконкому від 29.01.1988 р. № 32                                                                |
| 117. | Житловий будинок (мур.)                                                     | 1954-1956 рр.                     | м. Тернопіль вул. Кн. Острозького, 45 (Островського, 39) | 11              | рішення Тернопільського облвиконкому від 05.12.1986 р. № 343                                                               |
| 118. | Житловий будинок (мур.)                                                     | початок ХХ ст.                    | м. Тернопіль вул. Коперника, 11                          | 2008            | рішення Тернопільського облвиконкому від 18.11.1994 р. № 83                                                                |
| 119. | Вища реальна школа (мур.)                                                   | ХІХ ст.                           | м. Тернопіль вул. Коперника, 14                          | 283             | рішення Тернопільського облвиконкому від 29.01.1988 р. № 32                                                                |
| 120. | Житловий будинок (мур.)                                                     | ХІХ ст.                           | м. Тернопіль вул. Коперника, 18                          | 284             | рішення Тернопільського облвиконкому від 29.01.1988 р. № 32                                                                |
| 121. | Житловий будинок (мур.)                                                     | 1917 р.                           | м. Тернопіль вул. Котляревського, 2                      | 337             | рішення Тернопільського облвиконкому від 29.01.1988 р. № 32                                                                |
| 122. | Житловий будинок (мур.)                                                     | початок ХХ ст.                    | м. Тернопіль вул. Котляревського, 4                      | 338             | рішення Тернопільського облвиконкому від 29.01.1988 р. № 32                                                                |
| 123. | Житловий будинок (мур.)                                                     | 1957 р.                           | м. Тернопіль вул. Липова, 2                              | 2009            | рішення Тернопільського облвиконкому від 18.11.1994 р. № 83                                                                |
| 124. | Іпотечний банк (мур.)                                                       | 1867 р.                           | м. Тернопіль вул. Листопадова, 3                         | 2010            | Рішення Тернопільського облвиконкому від 18.11.1994 р. № 83                                                                |
| 125. | Жіночий ліцей сестер йосифіток (мур.)                                       | кінець ХІХ ст.                    | м. Тернопіль вул. Листопадова, 4                         | 1               | Рішення Тернопільського облвиконкому від 05.12.1986 р. № 343                                                               |
| 126. | Будинок офіцерського зібрання (мур.)                                        | кінець ХІХ ст.                    | м. Тернопіль вул. Листопадова, 5                         | 2011            | Рішення Тернопільського облвиконкому від 18.11.1994 р. № 83                                                                |
| 127. | Житловий будинок (мур.)                                                     | 1953 р.                           | м. Тернопіль вул. Листопадова, 7                         | 2146            | розпорядження голови ОДА від 28.09.1995 р. № 35                                                                            |
| 128. | Житловий будинок (мур.)                                                     | кінець ХІХ ст.                    | м. Тернопіль вул. Листопадова, 9                         | 2012            | рішення Тернопільського облвиконкому від 18.11.1994 р. № 83                                                                |
| 129. | Каплиця (мур.)                                                              | ХІХ ст.                           | м. Тернопіль вул. Микулинецька (на цвинтарі)             | 1917            | розпорядження Представника Президента України від 22.02.1993 р. № 58                                                       |
| 130. | Церква св. Михаїла (мур.)                                                   | 1831 р.                           | м. Тернопіль вул. Мирна, 36 (с. Пронятин)                | 1923            | розпорядження Представника Президента України від 22.02.1993 р. № 58                                                       |
| 131. | Житловий будинок (мур.)                                                     | 1910 р.                           | м. Тернопіль вул. Над Сатавом, 6                         | 274             | рішення Тернопільського облвиконкому від 29.01.1988 р. № 32                                                                |
| 132. | Житловий будинок (мур.)                                                     | 1927 р.                           | м. Тернопіль вул. Над Ставом, 11                         | 275             | рішення Тернопільського облвиконкому від 06.10.1994 р. № 44                                                                |
| 133. | Церква Воздвиження Чесного Хреста (мур.)                                    | XVI-XVII ст.                      | м. Тернопіль вул. Над Ставом, 16                         | 635             | постанова Ради Міністрів УРСР від 24 серпня 1963 р. № 970                                                                  |
| 134. | Житловий будинок (мур.)                                                     | ХІХ ст.                           | м. Тернопіль вул. Над Ставом, 7                          | 1993            | рішення Тернопільського облвиконкому від 06.10.1994 р. № 44                                                                |
| 135. | Житловий будинок (мур.)                                                     | 1902 р.                           | м. Тернопіль вул. О. Кульчицької, 1 (Комсомольська, 7)   | 282             | рішення Тернопільського облвиконкому від 29.01.1988 р. № 32                                                                |
| 136. | Житловий будинок (мур.)                                                     | 1880 р.                           | м. Тернопіль вул. О. Кульчицької, 11                     | 281             | рішення Тернопільського облвиконкому від 29.01.1988 р. № 32                                                                |
| 137. | Житловий будинок (мур.)                                                     | ХІХ-ХХ ст.                        | м. Тернопіль вул. О. Кульчицької, 3                      | 279             | рішення Тернопільського облвиконкому від 29.01.1988 р. № 32                                                                |
| 138. | Житловий будинок (мур.)                                                     | 1902 р.                           | м. Тернопіль вул. О. Кульчицької, 4                      | 277             | рішення Тернопільського облвиконкому від 06.10.1994 р. № 44                                                                |
| 139. | Житловий будинок (мур.)                                                     | 1908 р.                           | м. Тернопіль вул. О. Кульчицької, 5                      | 278             | рішення Тернопільського облвиконкому від 29.01.1988 р. № 32                                                                |
| 140. | Житловий будинок (мур.)                                                     | 1880 р.                           | м. Тернопіль вул. О. Кульчицької, 7                      | 277             | рішення Тернопільського облвиконкому від 29.01.1988 р. № 32                                                                |
| 141. | Житловий будинок (мур.)                                                     | 1880 р.                           | м. Тернопіль вул. О. Кульчицької, 9                      | 280             | рішення Тернопільського облвиконкому від 29.01.1988 р. № 32                                                                |
| 142. | Бойня (м'ясокомбінат) (мур.)                                                | 1880 р.                           | м. Тернопіль вул. Оболоння, 8 (Білогірська, 1)           | 344             | рішення Тернопільського облвиконкому від 29.01.1988 р. № 32                                                                |
| 143. | Будівля музучилища (мур.)                                                   | ХІХ ст.                           | м. Тернопіль вул. Паращука, 4                            | 1975            | рішення Тернопільського облвиконкому від 06.10.1994 р. № 44                                                                |
| 144. | - інфекційний корпус                                                        | 1937 р.                           | м. Тернопіль вул. Пирогова, 16                           | 2035/3          | рішення Тернопільського облвиконкому від 18.11.1994 р. № 83                                                                |
| 145. | Адмінбудинок (мур.)                                                         | кінець ХІХ ст.                    | м. Тернопіль вул. Полковника Нечая, 23                   | 2013            | рішення Тернопільського облвиконкому від 18.11.1994 року № 83                                                              |
| 145. | Медінститут (мур.)                                                          | середина ХХ ст.                   | м. Тернопіль вул. Руська, 12                             | 232             | рішення Тернопільського облвиконкому від 29.01.1988 р. № 32                                                                |
| 146. | Кооперативний технікум (мур.)                                               | середина ХХ ст.                   | м. Тернопіль вул. Руська, 17                             | 233/1           | рішення Тернопільського облвиконкому від 29.01.1988 р. № 32                                                                |
| 147. | Житлово-торговельний будинок (мур.)                                         | 1957-1959 рр.                     | м. Тернопіль вул. Руська, 19                             | 233/2           | рішення Тернопільського облвиконкому від 29.01.1988 р. № 32                                                                |
| 148. | Житлово-торговельний будинок (мур.)                                         | середина ХХ ст.                   | м. Тернопіль вул. Руська, 21                             | 233/3           | рішення Тернопільського облвиконкому від 29.01.1988 р. № 32                                                                |
| 149. | Церква Різдва Христового (мур.)                                             | 1602-1608 рр.                     | м. Тернопіль вул. Руська, 22                             | 636             | постанова Ради Міністрів УРСР від 24 серпня 1963 р. № 970                                                                  |
| 150. | Житловий будинок (мур.)                                                     | 1920 р., 1954 р.                  | м. Тернопіль вул. Руська, 23                             | 235             | рішення Тернопільського облвиконкому від 29.01.1988 р. № 32                                                                |
| 151. | Житлово-торговельний будинок (мур.)                                         | 1957-1959 рр.                     | м. Тернопіль вул. Руська, 24                             | 2020            | рішення Тернопільського облвиконкому від 18.11.1994 р. № 83                                                                |
| 152. | Житловий будинок (мур.)                                                     | 1900 р.                           | м. Тернопіль вул. Руська, 25 (Леніна, 35)                | 237             | рішення Тернопільського облвиконкому від 29.01.1988 р. № 32                                                                |
| 153. | Житловий будинок (мур.)                                                     | 1920 р.                           | м. Тернопіль вул. Руська, 26 (Леніна, 32)                | 234             | рішення Тернопільського облвиконкому від 29.01.1988 р. № 32                                                                |
| 154. | Житловий будинок (мур.)                                                     | 1908 р.                           | м. Тернопіль вул. Руська, 27                             | 239             | рішення Тернопільського облвиконкому від 29.01.1988 р. № 32                                                                |
| 155. | Житловий будинок (мур.)                                                     | 1920 р.                           | м. Тернопіль вул. Руська, 28 (Леніна, 34)                | 236             | рішення Тернопільського облвиконкому від 29.01.1988 р. № 32                                                                |
| 156. | Житловий будинок (мур.)                                                     | 1912 р.                           | м. Тернопіль вул. Руська, 29                             | 241             | рішення Тернопільського облвиконкому від 29.01.1988 р. № 32                                                                |
| 157. | Житловий будинок (мур.)                                                     | 1900 р.                           | м. Тернопіль вул. Руська, 30 (Леніна, 36)                | 238             | рішення Тернопільського облвиконкому від 29.01.1988 р. № 32                                                                |
| 158. | Житловий будинок (мур.)                                                     | 1912 р.                           | м. Тернопіль вул. Руська, 31                             | 243             | рішення Тернопільського облвиконкому від 29.01.1988 р. № 32                                                                |
| 159. | Житловий будинок (мур.)                                                     | 1912 р.                           | м. Тернопіль вул. Руська, 32                             | 240             | рішення Тернопільського облвиконкому від 29.01.1988 р. № 32                                                                |
| 160. | Житловий будинок (мур.)                                                     | 1912 р.                           | м. Тернопіль вул. Руська, 33                             | 244             | рішення Тернопільського облвиконкому від 29.01.1988 р. № 32                                                                |
| 161. | Житловий будинок (мур.)                                                     | 1912 р.                           | м. Тернопіль вул. Руська, 34                             | 242             | рішення Тернопільського облвиконкому від 29.01.1988 р. № 32                                                                |
| 162. | Житловий будинок (мур.)                                                     | 1912 р.                           | м. Тернопіль вул. Руська, 35                             | 245             | рішення Тернопільського облвиконкому від 29.01.1988 р. № 32                                                                |
| 163. | Житловий будинок (мур.)                                                     | початок ХХ ст.                    | м. Тернопіль вул. Руська, 36 (Леніна, 42)                | 5               | рішення Тернопільського облвиконкому від 29.01.1988 р. № 32                                                                |
| 164. | Житловий будинок (мур.)                                                     | 1912 р.                           | м. Тернопіль вул. Руська, 37                             | 247             | рішення Тернопільського облвиконкому від 29.01.1988 р. № 32                                                                |
| 165. | Житловий будинок (мур.)                                                     | 1912 р.                           | м. Тернопіль вул. Руська, 39                             | 248             | рішення Тернопільського облвиконкому від 29.01.1988 р. № 32                                                                |
| 166. | Житловий будинок (мур.)                                                     | 1912 р.                           | м. Тернопіль вул. Руська, 40                             | 246/1           | рішення Тернопільського облвиконкому від 29.01.1988 р. № 32                                                                |
| 167. | Житловий будинок (мур.)                                                     | 1912 р.                           | м. Тернопіль вул. Руська, 42                             | 246/2           | рішення Тернопільського облвиконкому від 29.01.1988 р. № 32                                                                |
| 168. | Житловий будинок (мур.)                                                     | 1912 р.                           | м. Тернопіль вул. Руська, 45                             | 250             | рішення Тернопільського облвиконкому від 29.01.1988 р. № 32                                                                |
| 169. | Міський суд (мур.)                                                          | кінець ХІХ ст.                    | м. Тернопіль вул. Руська, 47,49                          | 2021            | рішення Тернопільського облвиконкому від 18.11.1994 року № 83                                                              |
| 170. | Житловий будинок (мур.)                                                     | 1912 р.                           | м. Тернопіль вул. Руська, 48 (Леніна, 54)                | 249             | рішення Тернопільського облвиконкому від 29.01.1988 р. № 32                                                                |
| 171. | Житловий будинок (мур.)                                                     | 1912 р.                           | м. Тернопіль вул. Руська, 50 (Леніна, 56)                | 251             | рішення Тернопільського облвиконкому від 29.01.1988 р. № 32                                                                |
| 172. | Житловий будинок (мур.)                                                     | 1912 р.                           | м. Тернопіль вул. Руська, 52 (Леніна, 58)                | 252             | рішення Тернопільського облвиконкому від 29.01.1988 р. № 32                                                                |
| 173. | Житловий будинок (мур.)                                                     | кінець ХІХ ст.                    | м. Тернопіль вул. Січинського, 2                         | 298             | рішення Тернопільського облвиконкому від 29.01.1988 р. № 32                                                                |
| 174. | Житловий будинок(мур.)                                                      | кінець ХІХ ст.                    | м. Тернопіль вул. Січинського, 6                         | 299             | рішення Тернопільського облвиконкому від 29.01.1988 р. № 32                                                                |
| 175. | Народна школа (мур.)                                                        | 1881 р.                           | м. Тернопіль вул. Січових стрільців, 13                  | 301             | рішення Тернопільського облвиконкому від 29.01.1988 р. № 32                                                                |
| 176. | Бордель (Сиротинець) (мур.)                                                 | 1899 р., 1901 р.                  | м. Тернопіль вул. Січових стрільців, 17                  | 2022            | рішення Тернопільського облвиконкому від 18.11.1994 року № 83                                                              |
| 177. | Житловий будинок (мур.)                                                     | ХІХ-ХХ ст.                        | м. Тернопіль вул. Стаднікової, 16                        | 2023            | рішення Тернопільського облвиконкому від 18.11.1994 року № 83                                                              |
| 178. | Житловий будинок (мур.)                                                     | XVII ст. — початок ХІХ ст. (1917) | м. Тернопіль вул. Старий ринок, 1                        | 2024            | рішення Тернопільського облвиконкому від 18.11.1994 року № 83                                                              |
| 179. | Житловий будинок (мур.)                                                     | початок ХХ ст.                    | м. Тернопіль вул. Стецька, 12                            | 2025            | рішення Тернопільського облвиконкому від 18.11.1994 року № 83                                                              |
| 180. | Житловий будинок (мур.)                                                     | ХІХ ст.                           | м. Тернопіль вул. Федьковича, 12                         | 1983            | рішення Тернопільського облвиконкому від 06.10.1994 р. № 44                                                                |
| 181. | Житловий будинок (мур.)                                                     | ХІХ ст.                           | м. Тернопіль вул. Федьковича, 2                          | 1984            | рішення Тернопільського облвиконкому від 06.10.1994 р. № 44                                                                |
| 182. | Житловий будинок (мур.)                                                     | ХІХ ст.                           | м. Тернопіль вул. Федьковича, 4                          | 1985            | рішення Тернопільського облвиконкому від 06.10.1994 р. № 44                                                                |
| 183. | Житловий будинок (мур.)                                                     | ХІХ ст.                           | м. Тернопіль вул. Федьковича, 6                          | 1986            | рішення Тернопільського облвиконкому від 06.10.1994 р. № 44                                                                |
| 184. | Житловий будинок (мур.)                                                     | ХІХ ст.                           | м. Тернопіль вул. Федьковича, 8                          | 1982            | рішення Тернопільського облвиконкому від 06.10.1994 р. № 44                                                                |
| 185. | Комплекс будинків поштового відомства (мур.)                                | 1910 р.                           | м. Тернопіль вул. Чорновола, 1                           | 3/0             | рішення Тернопільського облвиконкому від 09.08.1982 р. № 401                                                               |
| 186. | Житловий будинок (мур.)                                                     | 1927 р.                           | м. Тернопіль вул. Чорновола, 17                          | 272             | рішення Тернопільського облвиконкому від 29.01.1988 р. № 32                                                                |
| 187. | Замок (мур.)                                                                | початок ХХ ст.                    | м. Тернопіль вул. Чорновола, 10                          | 265             | рішення Тернопільського облвиконкому від 29.01.1988 р. № 32                                                                |
| 188. | Житловий будинок (мур.)                                                     | початок ХХ ст.                    | м. Тернопіль вул. Чорновола, 11                          | 266             | рішення Тернопільського облвиконкому від 29.01.1988 р. № 32                                                                |
| 189. | Житловий будинок (мур.)                                                     | 1880 р.                           | м. Тернопіль вул. Чорновола, 12                          | 267             | рішення Тернопільського облвиконкому від 29.01.1988 р. № 32                                                                |
| 190. | Житловий будинок (мур.)                                                     | 1890 р.                           | м. Тернопіль вул. Чорновола, 13                          | 268             | рішення Тернопільського облвиконкому від 29.01.1988 р. № 32                                                                |
| 191. | Житловий будинок (мур.)                                                     | 1890 р.                           | м. Тернопіль вул. Чорновола, 14                          | 269             | рішення Тернопільського облвиконкому від 29.01.1988 р. № 32                                                                |
| 192. | Житловий будинок (мур.)                                                     | 1906 р.                           | м. Тернопіль вул. Чорновола, 15                          | 270             | рішення Тернопільського облвиконкому від 29.01.1988 р. № 32                                                                |
| 193. | Житловий будинок (мур.)                                                     | 1906 р.                           | м. Тернопіль вул. Чорновола, 16                          | 271             | рішення Тернопільського облвиконкому від 29.01.1988 р. № 32                                                                |
| 194. | Житловий будинок (мур.)                                                     | 1925 р.                           | м. Тернопіль вул. Чорновола, 18                          | 273             | рішення Тернопільського облвиконкому від 29.01.1988 р. № 32                                                                |
| 195. | Житловий будинок (мур.)                                                     | 1956 р.                           | м. Тернопіль вул. Чорновола, 2                           | 261             | рішення Тернопільського облвиконкому від 29.01.1988 р. № 32                                                                |
| 196. | Адмінбудинок (мур.)                                                         | 1910 р.                           | м. Тернопіль вул. Чорновола, 3                           | 3/1             | рішення Тернопільського облвиконкому від 09.08.1982 р. № 401                                                               |
| 197. | Будинок зв'язку (мур.)                                                      | 1963-1965 рр.                     | м. Тернопіль вул. Чорновола ,4                           | 4               | рішення Тернопільського облвиконкому від 05.12.1986 р. № 343                                                               |
| 198. | Адмінбудинок (мур.)                                                         | 1910 р.                           | м. Тернопіль вул. Чорновола, 5                           | 3/2             | рішення Тернопільського облвиконкому від 09.08.1982 р. № 401                                                               |
| 199. | Житловий будинок (мур.)                                                     | початок ХХ ст.                    | м. Тернопіль вул. Чорновола, 7                           | 262             | рішення Тернопільського облвиконкому від 29.01.1988 р. № 32                                                                |
| 200. | Житловий будинок (мур.)                                                     | 1901 р.                           | м. Тернопіль вул. Чорновола, 8 (Коперника, 1)            | 263             | рішення Тернопільського облвиконкому від 29.01.1988 р. № 32                                                                |
| 201. | Житловий будинок (мур.)                                                     | 1910 р.                           | м. Тернопіль вул. Чорновола, 9                           | 264             | рішення Тернопільського облвиконкому від 29.01.1988 р. № 32                                                                |
| 202. | Житловий будинок (мур.)                                                     | 1911 р.                           | м. Тернопіль вул. Шептицького, 2                         | 2034            | рішення Тернопільського облвиконкому від 18.11.1994 року № 83                                                              |
| 203. | - головний корпус шпиталю                                                   | 1911 р.                           | м. Тернопіль вул. Шпитальна                              | 2035/1          | рішення Тернопільського облвиконкому від 18.11.1994 року № 83                                                              |
| 204. | - каплиця з моргом                                                          | 1911 р.                           | м. Тернопіль вул. Шпитальна                              | 2035/2          | рішення Тернопільського облвиконкому від 18.11.1994 року № 83                                                              |
| 205. | Комплекс міського шпиталю (мур.)                                            | 1857-1898 рр.                     | м. Тернопіль вул. Шпитальна, 2                           | 2035/0          | рішення Тернопільського облвиконкому від 18.11.1994 року № 83                                                              |
| 206. | Житловий будинок (мур.)                                                     | кінець ХІХ ст.                    | м. Тернопіль вул. Ю. Опільського, 2                      | 253             | рішення Тернопільського облвиконкому від 29.01.1988 р. № 32                                                                |
| 207. | Житловий будинок (мур.)                                                     | кінець ХІХ ст.                    | м. Тернопіль вул. Ю. Опільського, 4                      | 254             | рішення Тернопільського облвиконкому від 29.01.1988 р. № 32                                                                |
| 208. | Житловий будинок (мур.)                                                     | 1898 р.                           | м. Тернопіль вул. Ю. Опільського, 6                      | 255             | рішення Тернопільського облвиконкому від 29.01.1988 р. № 32                                                                |
| 209. | Житловий будинок (мур.)                                                     | початок ХХ ст.                    | м. Тернопіль вул. Ю. Словацького, 4                      | 343             | рішення Тернопільського облвиконкому від 29.01.1988 р. № 32                                                                |
| 210. | Палац (Ощадна каса) (мур.)                                                  | 1895-1896 рр.                     | м. Тернопіль майдан Волі, 2                              | 325             | рішення Тернопільського облвиконкому від 29.01.1988 р. № 32                                                                |
| 211. | Медінститут (адмінкорпус) (мур.)                                            | 1957 р.                           | м. Тернопіль майдан Волі, 6                              | 326             | рішення Тернопільського облвиконкому від 29.01.1988 р. № 32                                                                |
| 212. | Житловий будинок(мур.)                                                      | 1893 р.                           | м. Тернопіль майдан Волі, 8                              | 327             | рішення Тернопільського облвиконкому від 29.01.1988 р. № 32                                                                |
| 213. | Вокзал станції «Тернопіль» (мур.)                                           | 1870 р., 1946 р.                  | м. Тернопіль Привокзальна площа                          | 13              | рішення Тернопільського облвиконкому від 29.01.1988 р. № 32                                                                |
| 214. | Житловий будинок (мур.)                                                     | початок ХХ ст.                    | м. Тернопіль Сагайдачного, 11 (19)                       | 322             | рішення Тернопільського облвиконкому від 29.01.1988 р. № 32                                                                |
| 215. | Церква св. Миколая (мур.)                                                   | ХІХ ст.                           | с. Глядки                                                | 2045            | рішення Тернопільського облвиконкому від 18.11.1994 р. № 83                                                                |
| 216. | Церква Вознесіння (дер.)                                                    | початок ХХ ст.                    | с. Курівці                                               | 2052            | рішення Тернопільського облвиконкому від 18.11.1994 р. № 83                                                                |
| 217. | Церква Святої Трійці (мур.)                                                 | 1895 р.                           | с. Малашівці                                             | 2043            | рішення Тернопільського облвиконкому від 18.11.1994 р. № 83                                                                |
| 218. | Церква св. Дмитрія (мур.)                                                   | початок ХХ ст.                    | с. Плесківці                                             | 2041            | рішення Тернопільського облвиконкому від 18.11.1994 р. № 83                                                                |

## Пам'ятки історії
| №  | Назва | Дата                                                                               | Адреса                                                                                            | Охоронний номер | Документ про взяття на облік |
| -- | --- | ---------------------------------------------------------------------------------- | ------------------------------------------------------------------------------------------------- | --------------- | --- |
| 1  | Пам'ятне місце подвигу Героя Радянського Союзу Живова А. П. | 1964 р.                                                                            | м. Тернопіль, бульвар Т. Шевченка                                                                 | 12              | Рішення виконкому Тернопільської обласної ради від 22.03.1971 р. № 147                                                                                                 |
| 2  | Будинок, у якому зупинялись письменник І. Я. Франко, композитор Лисенко М. В., письменник і актор Кропивницький М. Л., український актор і режисер Садовський М. К., актриси Заньковецька М. К. і Крушельницька С. А. | Поч. ХХ ст., меморіальна дошка 1976 р.                                             | м. Тернопіль, бульвар Т. Шевченка, 23                                                             | 14              | Рішення виконкому Тернопільської обласної ради від 22.03.1971 р. № 147                                                                                                 |
| 3  | Будинок, у якому жив і працював письменник Костенко М. П. | 1983 р.                                                                            | м. Тернопіль, вул Сагайдачного 2                                                                  | 925             | Рішення виконкому Тернопільської обласної ради від 27.11.1984 р. № 332                                                                                                 |
| 4  | Будинок житловий, в якому проживав керівник національної партії Кшиштоф Савицький |                                                                                    | м. Тернопіль, вул. Броварна, 35                                                                   | 4345-Тр         | Наказ Міністерства культури України від 21.10.2011 р. № 912/0/16-11 |
| 5  | Пам'ятник поету, громадському діячу Стусу Василю | 1992 р.                                                                            | м. Тернопіль, вул. В. Стуса, біля заводу «Оріон»                                                  | 3070            | Наказ управління культури Тернопільської обласної державної адміністрації від 27.01.2010 р. № 16                                                                       |
| 6  | Будинок, у якому зупинявся академік АН УРСР В. М. Гнатюк | Кін. ХІХ ст. м.д. — 1989 р.                                                        | м. Тернопіль, вул. Гнатюка, 5                                                                     | 11              | Рішення виконкому Тернопільської обласної ради від 22.03.1971 р. № 147                                                                                                 |
| 7  | Будинок, у якому знаходився уряд Західно-Української Народної Республіки, працював голова уряду ЗУНР Голубович Сидір | 90-ті рр. ХХ ст. ,- меморіальна дошка ЗУНР, 2008 — меморіальна дошка Голубовичу С. | м. Тернопіль, вул. Грушевського, 2, ЗОШ № 4                                                       | 3071            | Наказ управління культури Тернопільської обласної державної адміністрації від 27.01.2010 р. № 16                                                                       |
| 8  | Будинок, у якому була тюрма, де ув'язнювали жертв тоталітарного режиму | м. д. 1992                                                                         | м. Тернопіль, вул. Валова, 11, управління МВСУ в Тернопільській області                           | 1689            | Розпорядження Представника Президента України в Тернопільській області від 25.08.1993 р. № 363                                                                         |
| 9  | Будинок, у якому зупинялись письменники Франко Іван Якович і Стефаник Василь Семенович | Кін. ХІХ ст. меморіальна дошка — 1976 р.                                           | м. Тернопіль, вул. Й. Сліпого, 3                                                                  | 17              | Рішення виконкому Тернопільської обласної ради від 22.03.1971 р. № 147                                                                                                 |
| 10 | Будинок, у якому народився і жив український письменник Юліан Опільський (Рудницький) | Кін. ХІХ ст. м.д. 1989 р.                                                          | м. Тернопіль, бульвар Шевченка, 2                                                                 | 18              | Рішення виконкому Тернопільської обласної ради від 22.03.1971 р. № 147                                                                                                 |
| 11 | Будинок колишньої гімназії, у якій навчався і жив режисер Лесь Курбас, народився Барвінський Василь | Будинок — 2 пол. ХІХ ст., М. д.: 1987 р.; 1988 р.                                  | м. Тернопіль, вул. Качали, 5                                                                      | 1139            | Рішення виконкому Тернопільської обласної ради від 29.01.1988 р. № 32                                                                                                  |
| 12 | Приміщення слідчих ізоляторів в будинку колишнього КДБ, у якому було репресовано українських патріотів у 1949—1986 рр. З 1996 року — історико-меморіальний музей політичних в'язнів | меморіальна дошка та музей — 1996 р.                                               | м. Тернопіль, вул. Коперника, 1                                                                   | 3072            | Наказ управління культури Тернопільської обласної державної адміністрації від 27.01.2010 р. № 16                                                                       |
| 13 | Будинок, у якому була СШ № 1, у якій органами НКВС були заарештовані учні 10-го класу та розташовувався штаб Пд.-Зх. фронту | Будинок — поч. ХІХ ст. меморіальна дошка про штаб — 1974 р.                        | м. Тернопіль, вул. Коперника, 14, Українська гімназія                                             | 13              | Рішення виконкому Тернопільської обласної ради від 12.06.1978 р. № 286                                                                                                 |
| 14 | Єврейське кладовище |                                                                                    | м. Тернопіль, вул. Микулинецька                                                                   | 1692            | Розпорядження Представника Президента України в Тернопільській області від 25.08.1993 р. № 363                                                                         |
| 15 | Братська могила членів ОУН Голояда Павла та Пришляка Якова | 1932 р.                                                                            | м. Тернопіль, вул. Микулинецька, 29, кладовище, сектор 43                                         | 3330            | Наказ управління культури Тернопільської обласної державної адміністрації від 09.03.2017 р. № 34-од                                                                    |
| 16 | Могила художника, князя Львова Сергія | 1993 р.                                                                            | м. Тернопіль, вул. Микулинецька, 29 кладовище                                                     | 3065            | Наказ управління культури Тернопільської обласної державної адміністрації від 27.01.2010 р. № 16                                                                       |
| 17 | Могила Героя Радянського Союзу Нікульнікова І. К. | 1980 р.                                                                            | м. Тернопіль, вул. Микулинецька, 29, кладовище                                                    | 3063            | Наказ управління культури Тернопільської обласної державної адміністрації від 27.01.2010 р. № 16                                                                       |
| 18 | Могила полковника УПА Омеляна Польового «Остапа» | 1999 р.                                                                            | м. Тернопіль, вул. Микулинецька, 29, кладовище, сектор XV                                         | 3329            | Наказ управління культури Тернопільської обласної державної адміністрації від 09.03.2017 р. № 34-од                                                                    |
| 19 | Могила режисера, актора, народного артиста України Коцюлима М. П. | 2005 р.                                                                            | м. Тернопіль, вул. Микулинецька, 29, кладовище                                                    | 3058            | Наказ управління культури Тернопільської обласної державної адміністрації від 27.01.2010 р. № 16                                                                       |
| 20 | Могила громадського та церковного діяча о. Громницького Володимира | 1938 р.                                                                            | м. Тернопіль, вул. Микулинецька, 29, кладовище                                                    | 3061            | Наказ управління культури Тернопільської обласної державної адміністрації від 27.01.2010 р. № 16                                                                       |
| 21 | Могила народного артиста УРСР Онипка С. І. | 1978 р.                                                                            | м. Тернопіль, вул. Микулинецька, 29, кладовище                                                    | 3062            | Наказ управління культури Тернопільської обласної державної адміністрації від 27.01.2010 р. № 16                                                                       |
| 22 | Могила художника-живописця, реставратора Шолдри Д. М. | 1995                                                                               | м. Тернопіль, вул. Микулинецька, 29, кладовище                                                    | 3064            | Наказ управління культури Тернопільської обласної державної адміністрації від 27.01.2010 р. № 16                                                                       |
| 23 | Могила Форгеля М. Я. — заслуженого діяча мистецтв України, режисера, художнього керівника і директора Тернопільського академічного театру ім. Т. Г. Шевченка | 2006 р.                                                                            | м. Тернопіль, вул. Микулинецька, 29, кладовище                                                    | 3059            | Наказ управління культури Тернопільської обласної державної адміністрації від 27.01.2010 р. № 16                                                                       |
| 24 | Могила сотника Українських Січових Стрільців Клима Григорія | Перепохований 1992 р.                                                              | м. Тернопіль, вул. Микулинецька, 29, кладовище                                                    | 3060            | Наказ управління культури Тернопільської обласної державної адміністрації від 27.01.2010 р. № 16                                                                       |
| 25 | Військове кладовище: Братські могили воїнів Радянської армії (17), могили воїнів Радянської армії (308) | 1944 р., 1954 р. рек. 1966 р.                                                      | м. Тернопіль, вул. Микулинецька, кладовище                                                        | 5               | Рішення виконкому Тернопільської обласної ради від 22.03.1971 р. № 147                                                                                                 |
| 26 | Могила артистки Зубрицької Л. А. | 1920, пан'ят. 1972 р.                                                              | м. Тернопіль, вул. Микулинецька, кладовище                                                        | 6               | Рішення виконкому Тернопільської обласної ради від 22.03.1971 р. № 147                                                                                                 |
| 27 | Могила артиста Калина Володимира Івановича | 1923 р. пам. 1923 р.                                                               | м. Тернопіль, вул. Микулинецька, кладовище, 49.5364074,25.6055469                                 | 7               | Рішення виконкому Тернопільської обласної ради від 22.03.1971 р. № 147                                                                                                 |
| 28 | Могила священика Райхенберга Антонія | 1825-1903 рр.                                                                      | м. Тернопіль, вул. Микулинецька, кладовище, 49.536500, 25.605527                                  | 1703            | Наказ управління культури Тернопільської обласної державної адміністрації від 18.10.2005 р. № 112                                                                      |
| 29 | Могила народного артиста України, професора Загребельного Павла | 1997 р.                                                                            | м. Тернопіль, вул. Микулинецька, кладовище                                                        | 1704            | Наказ управління культури Тернопільської обласної державної адміністрації від 18.10.2005 р. № 112                                                                      |
| 30 | Могила поета Демківа Бориса | надгробок 2004 р.                                                                  | м. Тернопіль, вул. Микулинецька, кладовище                                                        | 1705            | Наказ управління культури Тернопільської обласної державної адміністрації від 18.10.2005 р. № 112                                                                      |
| 31 | Могила письменника Вихруща Володимира | 1999 р.                                                                            | м. Тернопіль, вул. Микулинецька, кладовище                                                        | 1706            | Наказ управління культури Тернопільської обласної державної адміністрації від 18.10.2005 р. № 112                                                                      |
| 32 | Могила начальника Генерального штабу Української галицької армії генерала Мишковського Євгена | 1920 р.                                                                            | м. Тернопіль, вул. Микулинецька, кладовище                                                        | 1695            | Розпорядження Представника Президента України в Тернопільській області від 25.08.1993 р. № 363                                                                         |
| 33 | Братська могила жертв тоталітарного режиму | 90-ті рр. ХХ ст.                                                                   | м. Тернопіль, вул. Микулинецька, кладовище                                                        | 1693            | Розпорядження Представника Президента України в Тернопільській області від 25.08.1993 р. № 363                                                                         |
| 34 | Ділянка могил Українських Січових Стрільців на кладовищі | 90-ті рр. ХХ ст.                                                                   | м. Тернопіль, вул. Микулинецька, кладовище                                                        | 1694            | Розпорядження Представника Президента України в Тернопільській області від 25.08.1993 р. № 363                                                                         |
| 35 | Будинок, у якому проживав волонтер міжнародного «Корпусу миру», архітектор, громадський діяч, почесний громадянин Тернополя Звожек Д. | меморіальна дошка — 2006 р.                                                        | м. Тернопіль, вул. Опільського, 2                                                                 | 3066            | Наказ управління культури Тернопільської обласної державної адміністрації від 27.01.2010 р. № 16                                                                       |
| 36 | Будинок, у якому зупинялися Вітошинський Осип та Стефаник Василь | Будинок — 2 пол. ХІХ ст.; м. д. — 1991 р.                                          | м. Тернопіль, вул. Опільського, 6                                                                 | 1696            | Розпорядження Представника Президента України в Тернопільській області від 25.08.1993 р. № 363                                                                         |
| 37 | Будинок колишнього міщанського братства, у якому на селянському вічі виступав письменник Франко Іван Якович, працював перший український стаціонарний театр «Тернопільські театральні вечори» (режисери Курбас Лесь та Бенцаль Микола), виступала співачка Крушельницька Соломія, читав авторську поему «Мазепа» письменник Лепкий Богдан | Буд. 1903 р., меморіальна дошка 1963 р.                                            | м. Тернопіль, вул. Острозького, 9                                                                 | 16              | Рішення виконкому Тернопільської обласної ради від 22.03.1971 р. № 147, Розпорядження Представника Президента України в Тернопільськії області від 25.08.1993 р. № 363 |
| 38 | Пам'ятне місце розстрілу євреїв фашистами | Мем.дошка 1991 р.                                                                  | м. Тернопіль, вул. Руська, 12, ТДМУ ім. Горбачевського                                            | 1699            | Розпорядження Представника Президента України в Тернопільській області від 25.08.1993 р. № 363                                                                         |
| 39 | Пам'ятник митрополиту Української автокефальної церкви Липківському Василю | 2002 р.                                                                            | м. Тернопіль, вул. Руська, 24, церква УАПЦ                                                        | 1698            | Наказ управління культури Тернопільської обласної державної адміністрації від 18.10.2005 р. № 112                                                                      |
| 40 | Будинок, у якому перебував композитор Лисенко Микола | Мем. дошка 1991 р.                                                                 | м. Тернопіль, вул. Сагайдачного, 3                                                                | 1700            | Розпорядження Представника Президента України в Тернопільській області від 25.08.1993 р. № 363                                                                         |
| 41 | Пам'ятний знак (хрест) на місці масового захоронення жертв епідемії чуми 1770 р. | 30.12.1770 р.                                                                      | м. Тернопіль, вул. Чернівецька (52)                                                               | 3069            | Наказ управління культури Тернопільської обласної державної адміністрації від 27.01.2010 р. № 16                                                                       |
| 42 | Військове кладовище: Братські могили воїнів Радянської армії (5), могили воїнів Радянської армії (12) | 1944, пам. 1944, рек. 1953                                                         | м. Тернопіль, вул. Шухевича, парк Слави                                                           | 3               | Рішення виконкому Тернопільської обласної ради від 22.03.1971 р. № 147                                                                                                 |
| 43 | Могила Героя Радянського Союзу Максименка А. П. | 1944, пам. 1953                                                                    | м. Тернопіль, вул. Шухевича, парк Слави                                                           | 3/1             | Рішення виконкому Тернопільської обласної ради від 22.03.1971 р. № 147                                                                                                 |
| 44 | Могила Героя Радянського Союзу Карпенка М. Г. | 1984                                                                               | м. Тернопіль, вул. Шухевича, парк Слави                                                           | 3/2             | Рішення виконкому Тернопільської обласної ради від 22.03.1971 р. № 147                                                                                                 |
| 45 | Могила Героя Радянського Союзу Живова А. П. | 1984                                                                               | м. Тернопіль, вул. Шухевича, парк Слави                                                           | 3/3             | Рішення виконкому Тернопільської обласної ради від 22.03.1971 р. № 147                                                                                                 |
| 46 | Могила Героя Радянського Союзу Танцорова Г. В. | 1984                                                                               | м. Тернопіль, вул. Шухевича, парк Слави                                                           | 3/4             | Рішення виконкому Тернопільської обласної ради від 22.03.1971 р. № 147                                                                                                 |
| 47 | Пагорб Слави | 1970 р.                                                                            | м. Тернопіль, вул. Шухевича, парк Слави                                                           | 9               | Рішення виконкому Тернопільської обласної ради від 22.03.1971 р. № 147                                                                                                 |
| 48 | Пам'ятний знак воїнам-землякам, які загинули в роки Другої світової війни | 1985 р.                                                                            | м. Тернопіль, мікрорайон Пронятин                                                                 | 994             | Рішення виконкому Тернопільської обласної ради від 26.08.1986 р. № 250                                                                                                 |
| 49 | Пам'ятний знак правоохоронцям області, які віддали своє життя при виконанні службового обов'язку | 2000 р.                                                                            | м. Тернопіль, проспект Злуки (Парк Національного Відродження)                                     | 3067            | Наказ управління культури Тернопільської обласної державної адміністрації від 27.01.2010 р. № 16                                                                       |
| 50 | Пам'ятний знак воїнам-землякам, які загинули під час війни в Афганістані | 1993 р.                                                                            | м. Тернопіль, проспект Злуки, парк Національного відродження                                      | 1712            | Розпорядження Голови Тернопільської обласної державної адміністрації від 26.05.1997 р. № 209                                                                           |
| 51 | Пам'ятник жертвам чорнобильської катастрофи та інших аварій, пов'язаних з ядерною енергією | 2001 р.                                                                            | м. Тернопіль, проспект Злуки, парк Національного відродження                                      | 1915            | Розпорядження Голови Тернопільської обласної державної адміністрації від 26.05.1997 р. № 209                                                                           |
| 52 | Пам'ятний знак (хрест) на честь скасування панщини | 1848 р.                                                                            | с. Глядки, центр                                                                                  | 3159            | Наказ управління культури Тернопільської обласної державної адміністрації від 27.01.2010 р. № 16                                                                       |
| 53 | Пам'ятний знак (хрест) на честь скасування панщини | 1861                                                                               | с. Городище, при в'їзді в село                                                                    | 4405-Тр (3161)  | Наказ управління культури Тернопільської обласної державної адміністрації від 27.01.2010 р. № 16, Наказ Міністерства культури України від 28.11.2013 р. № 1224         |
| 54 | Пам'ятний знак воїнам-землякам, які загинули в роки Другої світової війни | 1985 р.                                                                            | с. Городище, центр, біля пам'ятника Т. Шевченку                                                   | 1061            | Рішення виконкому Тернопільської обласної ради від 26.08.1986 р. № 250                                                                                                 |
| 55 | Могила воїна Червоної армії Кришталя Г. | 1939 р.                                                                            | с. Іванківці                                                                                      | 332             | Рішення виконкому Тернопільської обласної ради від 22.03.1971 р. № 147                                                                                                 |
| 56 | Братські могили воїнів Радянської армії | 1955 р.                                                                            | с. Кобзарівка                                                                                     | 335             | Рішення виконкому Тернопільської обласної ради від 22.03.1971 р. № 147                                                                                                 |
| 57 | Пам'ятний знак воїнам-землякам, які загинули в роки Другої світової війни | 1984 р.                                                                            | с. Кобзарівка, роздоріжжя, біля магазину                                                          | 1512            | Рішення виконкому Тернопільської обласної ради від 25.10.1988 р. № 243                                                                                                 |
| 58 | Пам'ятний знак воїнам-землякам, які загинули в роки Другої світової війни | 1967 р.                                                                            | с. Курівці                                                                                        | 337             | Рішення виконкому Тернопільської обласної ради від 22.03.1971 р. № 147                                                                                                 |
| 59 | Пам'ятне місце зустрічі селян с. Курівці з Іваном Франком та Лесем Мартовичем |                                                                                    | с. Курівці, біля мосту через р. Золота Липа                                                       | 3178            | Наказ управління культури Тернопільської обласної державної адміністрації від 27.01.2010 р. № 16                                                                       |
| 60 | Пам'ятний знак (хрест) на честь скасування панщини |                                                                                    | с. Малашівці, навпроти церкви, за фельдшерсько-акушерським пунктом                                | 3179            | Наказ управління культури Тернопільської обласної державної адміністрації від 27.01.2010 р. № 16                                                                       |
| 61 | Братська могила воїнів Радянської армії Агарова О. і Фалькова В. | 1944 р.                                                                            | с. Чернихів                                                                                       | 1520            | Рішення виконкому Тернопільської обласної ради від 26.08.1986 р. № 250                                                                                                 |
| 62 | Пам'ятний знак воїнам-землякам, які загинули в роки Другої світової війни | 1965 р.                                                                            | с. Чернихів, біля будинку культури                                                                | 345             | Рішення виконкому Тернопільської обласної ради від 22.03.1971 р. № 147                                                                                                 |
| 63 | Пам'ятний знак Українським Січовим Стрільцям (Шестиступінчастий прямокутний постамент, чотирикутний насип облицьований каменем) | 1926 р.                                                                            | с. Чернихів, біля церкви                                                                          | 1521            | Розпорядження Представника Президента України в Тернопільській області від 25.06.1992 р. № 148                                                                         |
| 64 | Братська могила червоноармійців | 1984 р. рек                                                                        | с. Чернихів, кладовище                                                                            | 1142            | Рішення виконкому Тернопільської обласної ради від 25.10.1988 р. № 243                                                                                                 |
| 65 | Пам'ятник (курган) «Борцям за волю України» | 1991 р.                                                                            | с. Чернихів, напроти церкви, на місці пам'ятника зруйнованого радянською владою у березні 1945 р. | 3197            | Наказ управління культури Тернопільської обласної державної адміністрації від 27.01.2010 р. № 16                                                                       |

## Пам'ятки монументального мистецтва
| №  | Назва                                                                                  | Дата                                                    | Адреса                                                                                                  | Охоронний номер | Документ про взяття на облік |
| -- | -------------------------------------------------------------------------------------- | ------------------------------------------------------- | --- | --------------- | --- |
| 1  | Пам'ятний знак — Ікона Матері Божої Неустанної Помочі                                  | 4 грудня 2003 року                                      | м. Тернопіль, бульвар Данила Галицького, 1а (подвір'я церкви Матері Божої Неустанної Помочі)            | 3040            | Наказ управління культури Тернопільської обласної державної адміністрації від 27.01.2010 р. № 16                                                               |
| 2  | Пам'ятник оперній співачці Крушельницькій Соломії Амвросіївні                          | 2010 р.                                                 | м. Тернопіль, бульвар Т. Шевченка                                                                       | 3256            | Наказ управління культури Тернопільської обласної державної адміністрації від 05.04.2012 р. № 42                                                               |
| 3  | Пам'ятник провіднику Організації Українських Націоналістів Стецьку Ярославу            | 1998 р.                                                 | м. Тернопіль, бульвар Шевченка, сквер                                                                   | 1688            | Наказ управління культури Тернопільської обласної державної адміністрації від 18.10.2005 р. № 112                                                              |
| 4  | Пам'ятник митрополиту Шептицькому Андрею                                               | 2001 р.                                                 | м. Тернопіль, бульвар Шевченка, сквер А. Шептицького                                                    | 1687            | Наказ управління культури Тернопільської обласної державної адміністрації від 18.10.2005 р. № 112                                                              |
| 5  | Пам'ятний знак (хрест) з барельєфами святих                                            | 1851 р.                                                 | м. Тернопіль, вул. Бережанська, 26                                                                      |                 | Наказ управління культури Тернопільської обласної державної адміністрації від 07.03.2018 р. № 28-од                                                            |
| 6  | Пам'ятник поету, письменнику, художнику Шевченку Тарасу Григоровичу                    | 1982 р.                                                 | м. Тернопіль, вул. Грушевського, сквер біля драмтеатру                                                  | 33              | Рішення виконкому Тернопільської обласної ради від 27.11.1984 р. № 332                                                                                         |
| 7  | Пам'ятник академіку Гнатюку Володимиру Михайловичу                                     | 1999 р.                                                 | м. Тернопіль, вул. Кривоноса, 2                                                                         | 1690            | Наказ управління культури Тернопільської обласної державної адміністрації від 18.10.2005 р. № 112                                                              |
| 8  | Барельєф художника, реставратора Шолдри Діонізія                                       | 1998 р.                                                 | м. Тернопіль, вул. Листопадова,8 (на розі вул. Листопадової і Грушевського)                             | 1685            | Наказ управління культури Тернопільської обласної державної адміністрації від 18.10.2005 р. № 112                                                              |
| 9  | Художній надгробок на могилі Анни та Емілії Губер                                      | 1860 р.                                                 | м. Тернопіль, вул. Микулинецька, кладовище                                                              | 23              | Рішення виконкому Тернопільської обласної ради від 22.03.1971 р. № 147                                                                                         |
| 10 | Пам'ятник вченому, академіку Горбачевському Івану Яковичу                              | 2004 р.                                                 | м. Тернопіль, вул. Руська, біля корпусу медичної академії                                               | 1684            | Наказ управління культури Тернопільської обласної державної адміністрації від 18.10.2005 р. № 112                                                              |
| 11 | Пам'ятник провіднику Організації Українських Націоналістів Бандері Степану Андрійовичу | 2008 р.                                                 | м. Тернопіль, вул. С. Крушельницької, парк імені Тараса Шевченка, біля обласної державної адміністрації | 3257            | Наказ управління культури Тернопільської обласної державної адміністрації від 05.04.2012 р. № 42                                                               |
| 12 | Пам'ятник поету, громадському діячу Франку Івану Яковичу                               | 1995 р.                                                 | м. Тернопіль, вул. Сагайдачного (сквер)                                                                 | 1711            | Розпорядження Голови Тернопільської обласної державної адміністрації від 26.05.1997 р. № 209                                                                   |
| 13 | Пам'ятник патріарху Сліпому Йосифу                                                     | 27.08.2004 р.                                           | м. Тернопіль, вул. Сагайдачного, біля УГКЦ                                                              | 1683            | Наказ управління культури Тернопільської обласної державної адміністрації від 18.10.2005 р. № 112                                                              |
| 14 | Скульптура Ангела-хоронителя                                                           | 2001 р.                                                 | м. Тернопіль, вул. Танцорова, біля облпрофради                                                          | 1701            | Наказ управління культури Тернопільської обласної державної адміністрації від 18.10.2005 р. № 112                                                              |
| 15 | Пам'ятник поету, письменнику Пушкіну Олександру Сергійовичу                            | споруджено — 1959. 1961 (встан.), 1988- реконструйовано | м. Тернопіль, вул. Чорновола (сквер)                                                                    | 28              | Рішення виконкому Тернопільської обласної ради від 22.03.1971 р. № 147                                                                                         |
| 16 | Барельєф громадсько-політичного діяча Чорновола В'ячеслава Максимовича                 | 1999 р. 24.10                                           | м. Тернопіль, вул. Чорновола, 1                                                                         | 1702            | Наказ управління культури Тернопільської обласної державної адміністрації від 18.10.2005 р. № 112                                                              |
| 17 | Пам'ятник князю Данилу Галицькому                                                      | 2002 р.                                                 | м. Тернопіль, Майдан Волі                                                                               | 1682            | Наказ управління культури Тернопільської обласної державної адміністрації від 18.10.2005 р. № 112                                                              |
| 18 | Алея Героїв:                                                                           | 1984 р.                                                 | м. Тернопіль, парк Слави                                                                                | 926             | Рішення виконкому Тернопільської обласної ради від 27.11.1984 р. № 332                                                                                         |
| 19 | Пам'ятник Герою Радянського Союзу Живову Анатолію Павловичу                            | 1984 р.                                                 | м. Тернопіль, парк Слави                                                                                | 926/1           | Рішення виконкому Тернопільської обласної ради від 27.11.1984 р. № 332                                                                                         |
| 20 | Пам'ятник Герою Радянського Союзу Карпенку Миколі Григоровичу                          | 1984 р.                                                 | м. Тернопіль, парк Слави                                                                                | 926/5           | Рішення виконкому Тернопільської обласної ради від 27.11.1984 р. № 332                                                                                         |
| 21 | Пам'ятник Герою Радянського Союзу Максименку Олександру Петровичу                      | 1984 р.                                                 | м. Тернопіль, парк Слави                                                                                | 926/6           | Рішення виконкому Тернопільської обласної ради від 27.11.1984 р. № 332                                                                                         |
| 22 | Пам'ятник Герою Радянського Союзу Пігорєву Миколі Григоровичу                          | 1984 р.                                                 | м. Тернопіль, парк Слави                                                                                | 926/3           | Рішення виконкому Тернопільської обласної ради від 27.11.1984 р. № 332                                                                                         |
| 23 | Пам'ятник Герою Радянського Союзу Танцорову Григорію Васильовичу                       | 1984 р.                                                 | м. Тернопіль, парк Слави                                                                                | 926/2           | Рішення виконкому Тернопільської обласної ради від 27.11.1984 р. № 332                                                                                         |
| 24 | Пам'ятник Герою Радянського Союзу Чалдаєву Віктору Алієвичу                            | 1984 р.                                                 | м. Тернопіль, парк Слави                                                                                | 926/4           | Рішення виконкому Тернопільської обласної ради від 27.11.1984 р. № 332                                                                                         |
| 25 | Пам'ятник поету, письменнику, художнику Шевченку Тарасу Григоровичу                    | 1989 р.                                                 | с. Городище, біля церкви                                                                                | 1501            | Наказ управління культури Тернопільської обласної державної адміністрації від 18.10.2005 р. № 112                                                              |
| 26 | Скульптура св. Роха                                                                    | ХІХ ст.                                                 | с. Кобзарівка, вул. Центральна, центр, роздоріжжя                                                       | 4406-Тр (3026)  | Наказ управління культури Тернопільської обласної державної адміністрації від 27.01.2010 р. № 16, Наказ Міністерства культури України від 28.11.2013 р. № 1224 |
| 27 | Пам'ятник поету, письменнику, художнику Шевченку Тарасу Григоровичу                    | 1964 р.                                                 | с. Курівці                                                                                              | 355             | Рішення виконкому Тернопільської обласної ради від 22.03.1971 р. № 147                                                                                         |
| 28 | Пам'ятник поету, письменнику, художнику Шевченку Тарасу Григоровичу                    | 1994 р.                                                 | с. Чернихів, біля будинку культури                                                                      | 1522            | Наказ управління культури Тернопільської обласної державної адміністрації від 18.10.2005 р. № 112                                                              |